# Kraftwerk Chiahui
Das Kraftwerk Chiahui (bzw. Chia-Hui oder Jiahui) ist ein GuD-Kraftwerk in der Landgemeinde Minxiong, Landkreis Chiayi, Taiwan. Die installierte Leistung beträgt mit Stand November 2022 ca. 1,2 GW.

## Kraftwerksblöcke
Das Kraftwerk besteht gegenwärtig aus zwei Blöcken. Die folgende Tabelle gibt einen Überblick:
| Block | GT/DT | Max. Leistung (MW) | Betriebsbeginn | Turbine | Generator | Dampfkessel | Status     |
| ----- | ----- | ------------------ | -------------- | ------- | --------- | ----------- | ---------- |
| 1     | GT    | 150                | Dezember 2003  | GE      | Toshiba   | Doosan      | in Betrieb |
| 1     | GT    | 150                | Dezember 2003  | GE      | Toshiba   | Doosan      | in Betrieb |
| 1     | GT    | 150                | Dezember 2003  | GE      | Toshiba   | Doosan      | in Betrieb |
| 1     | DT    | 220                | Dezember 2003  | Toshiba | Toshiba   |             | in Betrieb |
| 2     |       | 535                | August 2021    | GE      | GE        | GE          | in Betrieb |

Der Block 1 besteht aus drei Gasturbinen (GT) sowie einer nachgeschalteten Dampfturbine (DT). Der Block 2 besteht aus einer GT sowie einer nachgeschalteten DT. An die GT ist jeweils ein Abhitzedampferzeuger angeschlossen; die Abhitzedampferzeuger versorgen dann die DT.
Die installierte Leistung von Block 1 wird mit 670 (bzw. 700) MW angegeben, die von Block 2 mit 510 (bzw. 535 oder 550) MW.
Mit den Bauarbeiten für den Block 1 wurde im Januar 2002 begonnen. Die Betriebsaufnahme von Block 1 war ursprünglich für den März 2004 geplant; er konnte jedoch schon im Dezember 2003 in Betrieb genommen werden. Der Auftrag für die Errichtung von Block 2 wurde im Dezember 2018 vergeben. Mit den Bauarbeiten wurde im ersten Quartal 2019 begonnen; der Block 2 ging im August 2021 in Betrieb.

## Eigentümer
Das Kraftwerk ist im Besitz der Chiahui Power Corporation (CPC) und wird auch von CPC betrieben. CPC ist ein Joint Venture, an dem die Asia Cement Corporation (ACC) mit 59 % und die Electric Power Development Company (J-POWER) mit knapp 40 % beteiligt waren; weniger als 1 % sind im Besitz von sonstigen Anteilseignern. Im September 2020 verkaufte J-POWER seinen Anteil an der CPC für 5,37 Mrd. TWD (bzw. 183 Mio. USD) an ACC.

## Sonstiges
Die Kosten für die Errichtung von Block 1 werden mit 14,4 Mrd. TWD (bzw. 300 Mio. USD) angegeben. Der erzeugte Strom wird gemäß einem Power Purchase Agreement mit einer Vertragslaufzeit von 25 Jahren an Taipower verkauft. Der Block 2 liefert Fernwärme für den Landkreis Chiayi.